# Polypodium fecundum
Polypodium fecundum là một loài dương xỉ trong họ Polypodiaceae. Loài này được Hassk. mô tả khoa học đầu tiên năm 1844.
Danh pháp khoa học của loài này chưa được làm sáng tỏ. 